# 6953 Davepierce
6953 Davepierce è un asteroide della fascia principale. Scoperto nel 1986, presenta un'orbita caratterizzata da un semiasse maggiore pari a 3,1148107 UA e da un'eccentricità di 0,1792490, inclinata di 1,74640° rispetto all'eclittica.